# Jamila Schäfer
Pour les articles homonymes, voir Schäfer.
Jamila Schäfer, née le 30 avril 1993 à Munich (Bavière), est une femme politique allemande membre d'Alliance 90/Les Verts. Elle est députée au Bundestag depuis 2021.

## Biographie
Fille de parents physiothérapeute et informaticien, Jamila Schäfer grandit dans le quartier de Großhadern (en) à Munich.
De 2015 à 2017, elle est co-présidente de la Grüne Jugend, l'organisation de jeunesse d'Alliance 90/Les Verts. De 2018 à 2022, elle fait partie de la direction nationale du parti, aux côtés des co-présidents Annalena Baerbock et Robert Habeck ; elle coordonne les activités liées aux affaires européennes et internationales. Elle est considérée comme membre de l'aile gauche du parti.
Lors des élections fédérales de 2021, elle est élue députée au Bundestag pour la circonscription de Munich-Sud,. Suivent des négociations pour former une coalition avec le SPD et le FDP. Jamila Schäfer fait partie de la délégation de son parti dans le groupe de travail sur les affaires européennes, coprésidé par Udo Bullmann, Franziska Brantner et Nicola Beer.
Au Parlement, Jamila Schäfer siège à la commission du budget et à la commission des affaires étrangères depuis décembre 2021. Au sein de la commission du budget, elle est rapporteure de son groupe parlementaire sur le budget annuel du ministère fédéral des Affaires étrangères.

## Vie privée
Végétarienne, elle vit à Berlin-Weißensee.